# Monforte del Cid
Monforte del Cid (valencianisch Montfort) ist eine Gemeinde im Südosten von Spanien in der Provinz Alicante in der Valencianischen Gemeinschaft. 2024 hatte die Gemeinde 8.967 Einwohner.

## Geografie
Die angrenzenden Gemeinden sind Agost, Alicante, Aspe, Elche, Novelda und Petrer.

## Geschichte
Nompot, mittelalterlicher Name von Monforte del Cid, hat die monarchische Auszeichnung des Goldenen Vlieses, ein Zugeständnis von König Philipp V. im Jahr 1706, zusammen mit dem Titel "Königliche Stadt, Loyal und Treu", für die Unterstützung von ihn im Spanischen Erbfolgekrieg. Den heutigen Namen trägt die Gemeinde seit dem Jahr 1916.

## Demografie
| 1842  | 1900  | 1930  | 1950  | 1970  | 1981  | 1991  | 2001  | 2011  |
| ----- | ----- | ----- | ----- | ----- | ----- | ----- | ----- | ----- |
| 3.158 | 3.797 | 3.395 | 3.179 | 4.049 | 4.656 | 5.050 | 5.576 | 7.749 |